# Moussa Traoré (football, 1990)
Pour les articles homonymes, voir Traoré et Moussa Traoré (homonymie).
Moussa Traoré est un footballeur international burkinabé né le 9 mars 1990 à Abidjan. Il évolue actuellement au poste d'avant-centre dans le club belge de la RUS Rebecquoise.

## Carrière
Il commence sa carrière professionnelle au Commune FC.
Il connaît son instant de gloire le 29 septembre 2009 en Ligue des champions en égalisant pour son club dans les toutes dernières minutes de jeu face à l'AZ Alkmaar.
En mai 2010, le Standard de Liège annonce le prêt du joueur à Zulte Waregem pour la saison 2010-2011
Le 31 août 2011, Moussa est transféré définitivement au SK Lierse.